# Trattinnickia multiflora
Trattinnickia multiflora är en tvåhjärtbladig växtart som beskrevs av José Cuatrecasas. Trattinnickia multiflora ingår i släktet Trattinnickia och familjen Burseraceae. Inga underarter finns listade i Catalogue of Life.